# Mmanxotae
Mmanxotae est une ville du Botswana.